# 吕小军
吕小军（1984年7月27日—），湖北潜江人，中国男子举重运动员，亦为中国国家举重队成员。

## 简介
1984年7月27日，吕小军出生于湖北省潜江市王场镇吕垸村。1998年，吕小军被潜江市体校教练邓明虎看中，开始练习举重，2002年进入天津队训练，2003年入选中国国家举重队，练习69公斤级。2004年5月，在世界青年举重锦标赛夺冠，后因伤病困扰陷入低谷，一度离开国家队。2005年，吕小军改练习77公斤级，2008年，重返国家队，师从教练于杰。
2009年11月24日，在第77届世界举重锦标赛男子77公斤级比赛中，以174公斤的成绩打破抓举世界纪录，获得金牌。又在挺举比赛中以204公斤成绩打破世界纪录，同时以378公斤打破总成绩世界纪录。
2012年，吕小军代表中国出战2012年伦敦奥运会举重比赛男子77公斤级赛事，获得金牌并打破抓举和总成绩两项世界纪录。。
2016年，吕小军代表中国出战2016年里约奥运会举重比赛男子77公斤级赛事，打破抓举世界纪录并获得银牌。後因对手违反反兴奋剂条例，而预计将递补获得金牌。
2021年，吕小军代表中国出战2020年东京奥运会举重比赛男子81公斤级赛事，以抓举170公斤、挺举204公斤、总成绩374公斤获得金牌，创造了新的挺举和总成绩奥运纪录，并成为奥运会历史上年龄最大的举重冠军。
2022年12月22日，国际兴奋剂检测机构（ITA）宣布吕小军在本年10月30日收集的一份赛外兴奋剂检测样本中呈现EPO（促红细胞生成素）结果阳性，给予临时禁赛的处罚。吕小军其后发声明回应“自己无动机也没有理由在挚爱的举重生涯的最后一程使用任何禁用物质”，表示“将配合相关机构展开调查，查出问题的真正原因，还自己清白”。

## 家庭
自2002年4月10日后，吕小军家庭和事业都扎根在天津。2012年4月19日，吕小军与举重运动员郭喜艳结为夫妻，育有两女。